# Modlimowo (gmina Płoty)
Modlimowo (niem. Muddelmow, Kreis Regenwalde) – wieś sołecka w Polsce położona w województwie zachodniopomorskim, w powiecie gryfickim, w gminie Płoty.
W latach 1954–1959 wieś należała i była siedzibą władz gromady Modlimowo, po jej zniesieniu w gromadzie Wicimice. W latach 1975–1998 miejscowość należała administracyjnie do województwa szczecińskiego.
W 2002 roku wieś liczyła 38 budynków (37 mieszkalnych), w nich 48 mieszkań ogółem, z nich 47 zamieszkane stale. Z 48 mieszkań zamieszkanych 11 mieszkań wybudowanych przed 1918 rokiem, 24 — między 1918 a 1944 rokiem, 4 — między 1945 a 1970, 3 — między 1971 a 1978, 5 — między 1979 a 1988, 1 — między 1989 a 2002, łącznie z będącymi w budowie.
Z 237 osób 79 było w wieku przedprodukcyjnym, 88 — w wieku produkcyjnym mobilnym, 42 — w wieku produkcyjnym niemobilnym, 28 — w wieku poprodukcyjnym. Z 185 osób w wieku 13 lat i więcej 7 miało wykształcenie wyższe, 46 — średnie, 52 — zasadnicze zawodowe, 73 — podstawowe ukończone i 7 — podstawowe nieukończone lub bez wykształcenia.

## Ludność[1]
W 2011 roku we wsi żyło 249 osób, z tego 118 mężczyzn i 131 kobiet; 73 było w wieku przedprodukcyjnym, 90 — w wieku produkcyjnym mobilnym, 54 — w wieku produkcyjnym niemobilnym, 32 — w wieku poprodukcyjnym.

## Zabytki
- park dworski, z drugiej poł. XIX, nr rej.: A-1630z 27.12.1980, pozostałość po dworze.